# Pfarrhaus (Penzing)

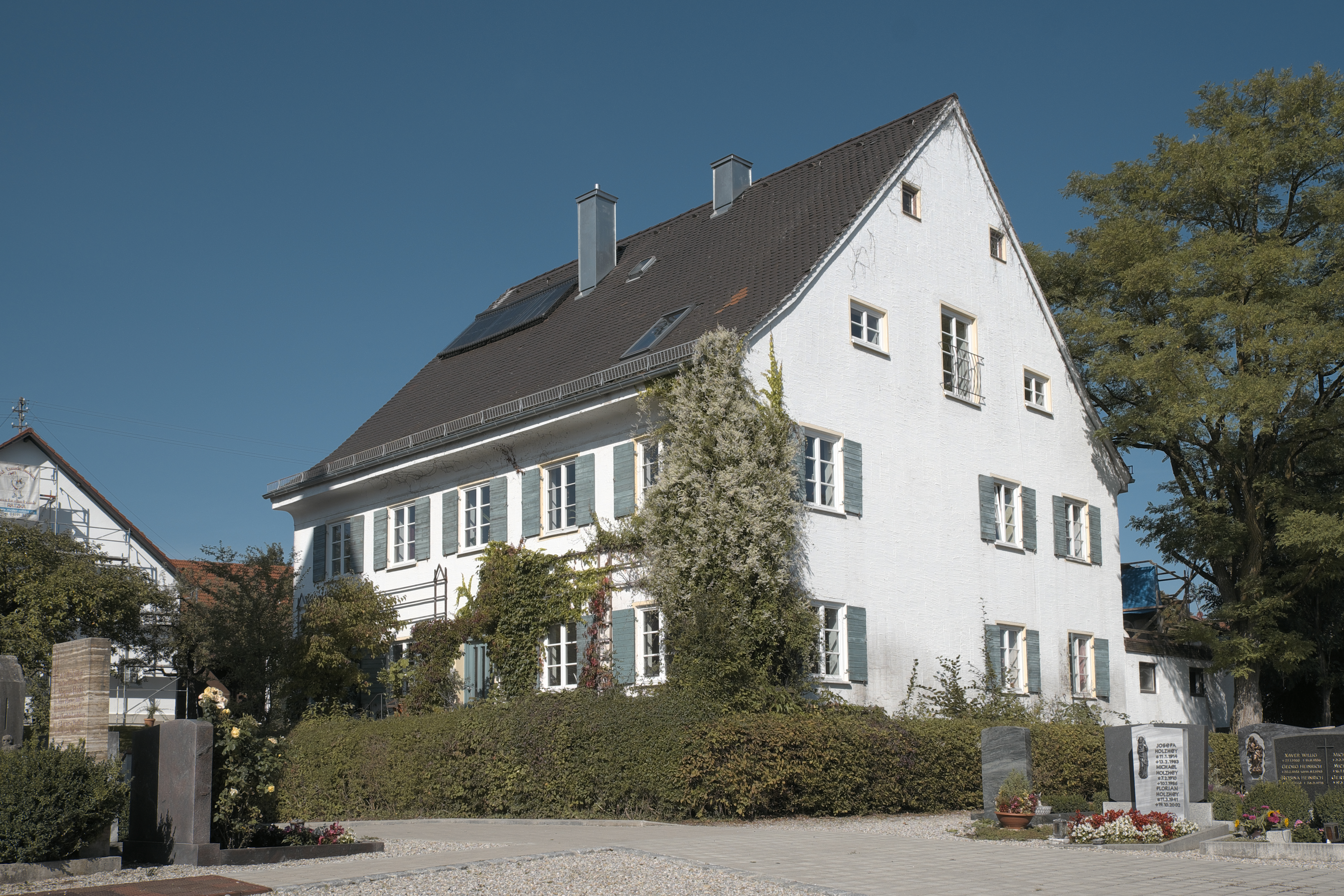
Ehemaliges Pfarrhaus in Penzing

Das Pfarrhaus in Penzing, einer Gemeinde im oberbayerischen Landkreis Landsberg am Lech, wurde 1826 anstelle eines Vorgängerbaus errichtet. Das ehemalige Pfarrhaus an der Magnus-Hackl-Straße 4, unmittelbar nördlich der katholischen Pfarrkirche St. Martin, ist ein geschütztes Baudenkmal.

## Beschreibung
Der zweigeschossige, ungegliederte Satteldachbau auf hohem Sockel besitzt fünf zu drei Fensterachsen. Die Rechteckfenster sind sechsteilig und mit Brettläden versehen. Der über ein Stufenpodest zugängliche Eingang liegt an der nördlichen Traufseite. 
Eine Holztreppe mit kreuzbogenförmig abschließendem Stabgeländer führt in das Obergeschoss, dessen Flez mit einem bauzeitlichen Holzplankenboden ausgelegt ist. Im südöstlichen Eckzimmer, dem ehemaligen Amtszimmer des Pfarrers, haben sich Reste der Schablonenmalerei und Wandfresken erhalten. 